# Выборы главы администрации Тамбовской области (2020)
Выборы главы администрации состоялись в Тамбовской области 13 сентября 2020 года в единый день голосования. Глава администрации избирался сроком на 5 лет.
На 1 января 2020 года в области было зарегистрировано 837 320 избирателей, из которых около 29 % (240 195 избирателей) в Тамбове.
Избирательная комиссия Тамбовской области состоит из 12 членов. Действующий 6-й состав сформирован в апреле 2016 года на 5 лет. Председатель избирательной комиссии — Андрей Офицеров, член партии «Единая Россия», переизбран в апреле 2016 года).

## Предшествующие события
С 25 мая 2015 года должность главы администрации занимает Александр Никитин. Он был назначен президентом Владимиром Путиным временно исполняющим обязанности главы администрации после досрочной отставки Олега Бетина за полгода до ожидавшихся в сентябре 2015 года выборов. Эти выборы стали первыми прямыми выборами главы администрации Тамбовской области с 2003 года, но по более жёстким правилам допуска кандидатов. Никитин был выдвинут на выборы партей «Единая Россия» и победил, набрав 85,47 % голосов.
В июне 2020 года Никитин обратился к президенту Путину за поддержкой выдвижения на выборах 2020 года: «Огонь в душе есть, горит для того, чтобы довести до логического завершения… разрешить все проблемы». «Разрешите доложить вам своё намерение выдвинуть кандидатуру на предстоящих выборах свою... в качестве главы администрации Тамбовской области. Понимаю прекрасно, что реализовать это намерение без вашего одобрения было бы неправильным, неверным»., 

## Требования к кандидатам
В Тамбовской области кандидаты выдвигаются только политическими партиями, имеющими право участвовать в выборах. Самовыдвижение не допускается. Избран может быть гражданин Российской Федерации достигший возраста 30 лет. У кандидата не должно быть гражданства иностранного государства либо вида на жительство в какой-либо иной стране.

### Муниципальный фильтр
1 июня 2012 года вступил в силу закон, вернувший прямые выборы глав субъектов Российской Федерации. Однако был введён так называемый муниципальный фильтр, для прохождения которого кандидатам требуется собрать в свою поддержку от 5 % до 10 % подписей от общего числа муниципальных депутатов и избранных на выборах глав муниципальных образований, в числе которых должно быть от 5 до 10 депутатов представительных органов муниципальных районов и городских округов и избранных на выборах глав муниципальных районов и городских округов. Муниципальным депутатам представлено право поддержать только одного кандидата.
В Тамбовской области кандидаты должны собрать подписи 7 % муниципальных депутатов и глав муниципальных образований. Среди них должны быть подписи депутатов районных и городских советов и (или) глав районов и городских округов в количестве 7 % от их общего числа. Кроме того, кандидат должен получить подписи не менее чем в трёх четвертях районов и городских округов, то есть в 23 из 30.
15 июня 2020 года избирательная комиссия опубликовала расчёт числа подписей. Каждый кандидат должен был собрать подписи от 183 до 192 депутатов всех уровней и избранных глав муниципальных образований, из которых от 48 до 50 — депутатов райсоветов и советов городских округов и избранных глав районов и городских округов не менее чем в 23 районах.
|                                                              | Количество | Доля | Муниципальные образования                                                                    | Территориальные требования                   |
| ------------------------------------------------------------ | ---------- | ---- | -------------------------------------------------------------------------------------------- | -------------------------------------------- |
| Депутаты и (или) избранные главы муниципальных образований   | 183-192    | 7 %  | 7 городских округов, 23 муниципальных района, 13 городских поселения, 231 сельское поселение | —                                            |
| Депутаты и (или) избранные главы районов и городских округов | 48-50      | 7 %  | 7 городских округов, 23 муниципальных района                                                 | из 23 административных единиц второго уровня |

## Кандидаты
| Кандидат          | Возраст           | Должность (на момент выдвижения)                                                                             | Субъект выдвижения                                | Статус           | Кандидаты в Совет Федерации |
| ----------------- | ----------------- | --- | ------------------------------------------------- | ---------------- | --------------------------- |
| Андрей Жидков     | 63 года 8.05.1962 | депутат Тамбовской областной думы шестого созыва                                                             | КПРФ                                              | зарегистрирован  |                             |
| Сергей Клишин     | 47 лет 15.02.1978 | заместитель главврача по хозяйственным вопросам в Тамбовском областном онкологическом клиническом диспансере | Казачья партия РФ                                 | зарегистрирован  |                             |
| Александр Никитин | 49 лет 26.04.1976 | глава администрации Тамбовской области                                                                       | Единая Россия                                     | зарегистрирован  |                             |
| Гагик Овсепян     | 59 лет 24.11.1965 | начальник отдела ООО «Технологии, ресурсы строительства»                                                     | Коммунистическая партия социальной справедливости | снялся с выборов |                             |
| Павел Плотников   | 53 года 8.06.1972 | депутат Тамбовской областной Думы шестого созыва                                                             | Справедливая Россия                               | зарегистрирован  |                             |
| Игорь Телегин     | 61 год 6.05.1964  | депутат Тамбовской областной Думы шестого созыва                                                             | ЛДПР                                              | зарегистрирован  |                             |

## Результаты
16 сентября Избирательная комиссия Тамбовской области подвела окончательные результаты выборов. Главой администрации избран Александр Никитин.
| Место                                    | Место                                    | Кандидат                                 | Партия                                   | Голосов | %       |
| ---------------------------------------- | ---------------------------------------- | ---------------------------------------- | ---------------------------------------- | ------- | ------- |
|                                          | 1.                                       | Александр Никитин                        | Единая Россия                            | 427 317 | 79,30 % |
|                                          | 2.                                       | Андрей Жидков                            | КПРФ                                     | 46 974  | 8,72 %  |
|                                          | 3.                                       | Игорь Телегин                            | ЛДПР                                     | 23 692  | 4,40 %  |
|                                          | 4.                                       | Павел Плотников                          | Справедливая Россия                      | 20 830  | 3,87 %  |
|                                          | 5.                                       | Сергей Клишин                            | Казачья партия РФ                        | 11 486  | 2,13 %  |
|                                          |                                          |                                          |                                          |         |         |
| Действительных бюллетеней                | Действительных бюллетеней                | Действительных бюллетеней                | Действительных бюллетеней                | 530 299 | 98,42 % |
| Недействительных бюллетеней              | Недействительных бюллетеней              | Недействительных бюллетеней              | Недействительных бюллетеней              | 8536    | 1,58 %  |
| Всего                                    | Всего                                    | Всего                                    | Всего                                    | 538 835 | 100 %   |
|                                          |                                          |                                          |                                          |         |         |
| Число бюллетеней, выданных досрочно      | Число бюллетеней, выданных досрочно      | Число бюллетеней, выданных досрочно      | Число бюллетеней, выданных досрочно      | 410 242 | 76,04 % |
| Число бюллетеней, выданных на участке    | Число бюллетеней, выданных на участке    | Число бюллетеней, выданных на участке    | Число бюллетеней, выданных на участке    | 113 976 | 21,13 % |
| Число бюллетеней, выданных вне помещения | Число бюллетеней, выданных вне помещения | Число бюллетеней, выданных вне помещения | Число бюллетеней, выданных вне помещения | 15 282  | 2,83 %  |
|                                          |                                          |                                          |                                          |         |         |
| Явка                                     | Явка                                     | Явка                                     | Явка                                     | 539 500 | 64,60 % |
| Число избирателей                        | Число избирателей                        | Число избирателей                        | Число избирателей                        | 835 095 | 100 %   |